# 夫婦交換騒動
『夫婦交換騒動』（Getting Acquainted）は、1914年公開の短編サイレント映画。キーストン社による製作で、主演・監督はチャールズ・チャップリン。1971年に映画研究家ウノ・アスプランドが制定したチャップリンのフィルモグラフィーの整理システムに基づけば、チャップリンの映画出演34作目にあたる。
日本語表記はほかに、『メーベルとチャップリン』がある。

## あらすじ
チャーリーと妻（フィリス・アレン）は公園を歩いていたとき、アンブローズ（マック・スウェイン）とその妻（メーベル・ノーマンド）と出会い、すれ違う。その時、チャーリーとアンブローズはたがいの妻が好きになり、追い回し始める。そこに警官と通りすがりのトルコ人が加わって一騒動となった。

## 概要
チャップリン、メーベル、スウェインとフィリス・アレンという主要メンバーの顔ぶれは『他人の外套』と同じであるが、この作品では夫婦の組み合わせが『他人の外套』とは違ってチャップリンとフィリス、メーベルとスウェインという組み合わせになっている。「醜女」で、「口やかましい」キャラクターであるフィリスとは、『給料日』（1922年）でも夫婦を演じている。

## キャスト
- チャールズ・チャップリン - 夫
- フィリス・アレン - チャーリーの妻
- マック・スウェイン - アンブローズ
- メーベル・ノーマンド - アンブローズの妻
- ハリー・マッコイ（英語版） - 警官
- エドガー・ケネディ（英語版） - 通りすがりのトルコ人
- セシル・アーノルド（英語版） - 娘

ほか